# Vern-d'Anjou

Vern-d'Anjou este o comună în departamentul Maine-et-Loire, Franța. În 2009 avea o populație de 2,071 de locuitori.